# Cheshire-Okular
Ein Cheshire-Okular ist ein Hilfsmittel zur Ausrichtung der optischen Achsen der Spiegel beziehungsweise Linsen in einem Teleskop. Mit einem Cheshire-Okular lässt sich damit die Kollimation der optischen Elemente eines Teleskops überprüfen.

## Aufbau und Funktion

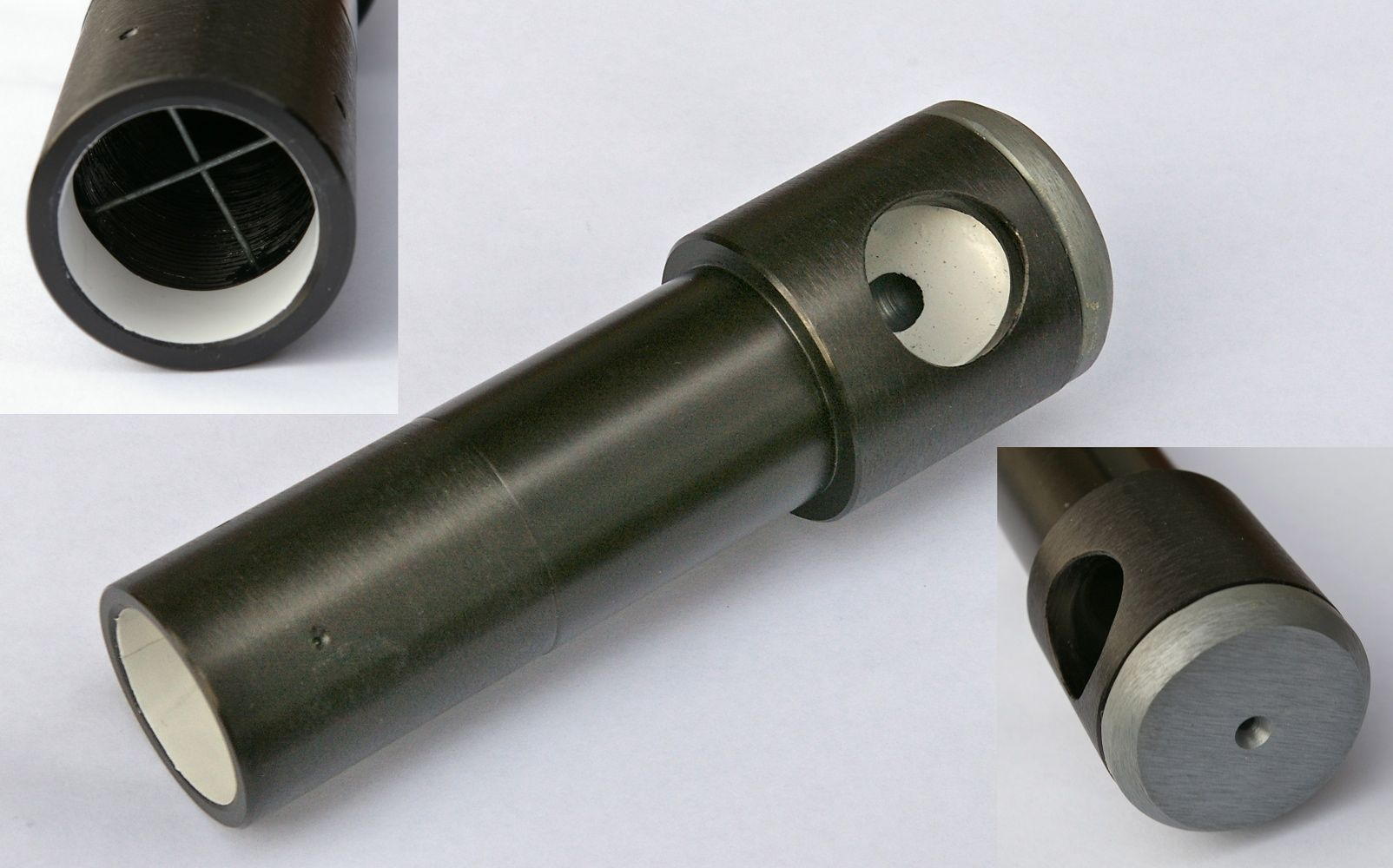
Cheshire-Okular mit Aufnahme des Fadenkreuzes (oben links) an einem und des Einblicks (unten rechts) am anderen Ende

Ein Cheshire-Okular, das selbst keine Spiegel oder Linsen enthält, kann sowohl an Refraktoren als auch an Reflektoren wie einem Newton-Teleskop oder katadioptrischen Geräten wie einem Maksutov-Newton-Teleskop genutzt werden. Dazu wird es anstelle eines optischen Okulars in den Okularauszug eingesetzt. Eine helle und im Winkel von 45 Grad im Okular angebrachte Fläche lenkt durch eine seitliche Öffnung Licht in das Okular und damit in das Teleskop. 
Aufgrund des Strahlengangs des Lichts über die Spiegel beziehungsweise Linsen des Teleskops entsteht eine entsprechende Abbildung, die durch eine Einblicksöffnung am hinteren Ende des Cheshire-Okulars betrachtet werden kann. Form und Lage verschiedener Elemente des Bildes, einschließlich eines Fadenkreuzes bei den meisten modernen Cheshire-Okularen, ermöglichen eine Beurteilung der optischen Kollimation. Festgestellte Fehler oder Abweichungen können in der Regel durch eine Justierung des Teleskops korrigiert werden.
Die Konstruktion des Cheshire-Okulars geht zurück auf den englischen Physiker Frederick James Cheshire, der 1921 einen entsprechenden Artikel in der Fachzeitschrift „Transactions of the Optical Society“ veröffentlichte.